# Liotyphlops caissara
Liotyphlops caissara là một loài rắn trong họ Anomalepididae. Loài này được Centeno, Sawaya & Germano mô tả khoa học đầu tiên năm 2010.